# دریای بوتنی

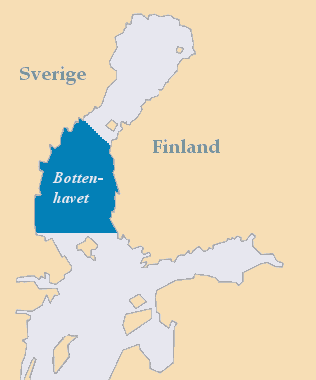
دریای بوتنی دربین فنلاند و سوئد

دریای بوتنی (به سوئدی: Bottenhavet، به فنلاندی: Selkämeri) بخش جنوبی خلیج بوتنی در بین سواحل فنلاند در شرق و سوئد در غرب است که از شمال جزایر آلند تا کوارکن گسترده شده و بازوی شمالی دریای بالتیک و یک پنجم کل مساحت این دریا را تشکیل می‌دهد. بخش شرقی دریای بوتنی دارای بنیانی هموار بوده و به‌تدریج بر عمق آن افزوده می‌شود اما بخش غربی دریا تکه‌تکه بوده و ژرفایش به‌تندی افزایش می‌یابد. بالاآمدن زمین در محدودهٔ این دریا امری است معمول و هر ۱۰۰ سال یک‌بار در حدود ۶۰ سانتی‌متر بر ارتفاع آن اضافه می‌گردد. بدین ترتیب خشکی‌های جدیدی به‌طور مرتب در حال شکل‌گیری است و چشم‌انداز آن حتی در طول یک نسل نیز دستخوش تغییر می‌شود.